# Picot ardent de l'Himàlaia
El picot ardent de l'Himàlaia (Dinopium shorii) és una espècie d'ocell de la família dels pícids (Picidae) que habita la selva humida a les terres baixes fins als 700 m a la llarga del límit sud de l'Himàlaia, al nord i sud-est de l'Índia des de Garwhal, cap a l'est fins al nord d'Assam i oest i gran part de Myanmar.